# جنون کاخ سفید
جنون کاخ سفید (به انگلیسی: White House Madness) یک فیلم سینمایی آمریکایی محصول سال ۱۹۷۵ به کارگردانی مارک ال. لستر و با بازی استیو فریدمن است. این فیلم طنز رسوایی واترگیت است.

## بازیگران
- استیو فریدمن . . ریچارد نیکسون
- دنیس فیمپل . . هری رابینز هالدمن
- پری کوک . . جان میچل
- راستی بلیتز . . جان ارلیچمان
- لسلی وودز . . پت نیکسون
- مری لین لین راس . . جولی نیکسون آیزنهاور
- مارگارت ویلر. . . میمی آیزنهاور
- کتی بلینجر . . تریسیا نیکسون
- اوکی میلر . . رونالد زیگلر
- پتی جروم . . مارتا میچل
- پگی استوارت . . رزماری وودز
- آل لوئیس . . قاضی سیروز (ر.ک. قاضی سیریکا)
- دل هینکلی . . بیلی گراهام
- ویلیام ترگو . . الکساندر هیگ
- جورج ساکف . . فیصل بن عبدالعزیز آل سعود
- دودلز ویوِر